# Sie waren Helden
Sie waren Helden (We Are Marshall) ist ein US-amerikanisches Sportdrama aus dem Jahr 2006. Regie führte McG, das Drehbuch schrieb Jamie Linden. Der Film beruht lose auf einer wahren Begebenheit.

## Handlung
Am 14. November 1970 verliert die Football-Mannschaft der Marshall University (Thundering Herd) gegen die Mannschaft der East Carolina University (Pirates) aus Greenville (North Carolina). Rick Tolley, der Trainer der Thundering Herd, lobt die Mannschaft für ihren Einsatz, mahnt jedoch: „Gewinnen ist alles“. Während die Kapelle, die Cheerleader und der Assistant Coach der Mannschaft, William „Red“ Dawson, mit Bus oder Auto nach Hause fahren, verunglückt das Flugzeug mit den Spielern, Trainern, Funktionären und Pressevertretern des Footballteams auf dem Heimflug in der Nähe von Huntington (West Virginia). Es gibt keine Überlebenden, was für die Kleinstadt einen großen Schock darstellt.
Der Vater des verstorbenen Quarterbacks, der lokale Stahlwerkbesitzer Paul Griffen, der großen Einfluss auf die Bürger der Stadt hat, sieht keinen Sinn darin, ein neues Team für die kommende Saison aufzustellen. Zu sehr schmerzt der Verlust seines Sohnes und der anderen Söhne der Stadt. Die überlebenden Spieler protestieren jedoch gemeinsam mit den Studenten und Ortsbewohnern und wünschen den Aufbau eines neuen Football-Teams. Die mit Griffens verstorbenem Sohn verlobte Annie Cantrell kämpft mit ihrer Trauer und will Griffen den Verlobungsring, ein Familienerbstück der Griffens, zurückgeben. Griffen lehnt allerdings ab. Nach erfolgreichem Werben für eine neue Mannschaft wird der Rektor der Universität, Donald Dedmon, damit beauftragt, ein neues Team zusammenzustellen. Nach einer verzweifelten Trainer-Suche, bei der die geeigneten Kandidaten reihenweise absagen, meldet sich der Coach Jack Lengyel aus Wooster (Ohio) für die Stelle des neuen Trainers. Zusammen mit dem etwas hilflosen Rektor kämpft er gegen alle Widerstände an und stellt ein bunt zusammengeworbenes Team auf die Beine, das für die Ehre der gestorbenen Mannschaftskameraden spielt. Er gewinnt auch Red Dawson als Assistant Coach zurück, der sich nach dem Unglück von dem Sport abwenden wollte. Die Marshall-University bekommt eine Sondergenehmigung der NCAA und darf mit sogenannten Freshmen (Studienanfängern) spielen. Es wird ein Team aus Basketballern, Fußballern, Baseballspielern und anderen Sportlern zusammengestellt, das im ersten Spiel kläglich versagt.
Rektor Donald Dedmon wird entlassen und beim Co-Trainer kommt die Meinung auf, dass eine versagende Mannschaft die Toten nicht ehrt, sondern ihnen Schande bringt. Trainer Lengyel hält auf dem Gemeinschaftsfriedhof, auf dem alle 75 Toten vom Flug Southern Airways 932 liegen, eine flammende Rede, dass die neue Mannschaft aus der Asche der Vergangenheit emporsteigen muss. Daraufhin gelingt der Mannschaft am Ende der Sieg im ersten offiziellen Heimspiel nach dem Unglück. Es sollte der einzige der Saison bleiben. Die Cheerleaderin Annie Cantrell verlässt die Stadt, nachdem sie den Verlobungsring Paul Griffen hat zukommen lassen. Red Dawson beendet wie angekündigt seine Football-Trainerkarriere nach einer Saison.
Im Abspann wird über das weitere Leben einiger realer Spieler und Personen berichtet. Die Thundering Herd braucht noch Jahre, um eine konkurrenzfähige Form zu erlangen und einzelne Spiele und auch eine Meisterschaft zu gewinnen.

## Hintergrund
Der Film wurde in Atlanta, in Huntington (West Virginia) und in Kenova (West Virginia) gedreht. Die Dreharbeiten erfolgten unter anderem im April 2006. Das Budget des Films wurde auf 65 Millionen US-Dollar geschätzt. Die Weltpremiere feierte der Film am 12. Dezember 2006 im US-amerikanischen Huntington, einem der Drehorte. Zwei Tage später wurde der Film in Hollywood vorgeführt. In beiden Fällen wurde der übliche rote Teppich durch einen grünen Teppich im Farbton der Marshall University ersetzt. Die Premiere in Huntington wurde von den beiden Trainern Jack Lengyel und Red Dawson besucht. Am 22. Dezember 2006 lief der Film in den US-amerikanischen Kinos an. Am Eröffnungswochenende spielte der Film in den USA über 8,5 Millionen US-Dollar ein. Insgesamt beliefen sich die Einnahmen in den USA auf über 43,5 Millionen US-Dollar ein. In Deutschland wurde der Film am 21. September 2007 auf DVD veröffentlicht.
Der englischsprachige Originaltitel des Films We are Marshall basiert auf einem Fangesang der Anhänger des Football-Teams, der im Film mehrfach zu hören ist.
Der Southern-Airways-Flug 932 war ein Charterflug der Southern Airways mit einer Douglas DC-9. Der Flug startete vom Flughafen Kinston in Kinston, North Carolina, mit Ziel Tri-State Airport in Ceredo, West Virginia. An Bord befanden sich 37 Football-Spieler der Marshall University nebst ihren fünf Trainern, zwei Athletiktrainern und dem Sportdirektor. Weiterhin wurden sie von 25 Fans, darunter einige prominente Einwohner der Stadt wie etwa ein Stadtrat, ein Vertreter der Legislative sowie vier der sechs Ärzte der Stadt, begleitet. Sie begleiteten das Team zum Auswärtsspiel an Bord der Maschine, da es sich um den einzigen Charterflug der Mannschaft in dieser Saison handelte. Die Crew des Flugzeugs bestand aus vier Personen, die von einem Angestellten der Charter-Firma begleitet wurden. Am 14. November 1970 stürzte die Maschine um 19:35 Uhr in einen Hügel nahe dem Zielflughafen. Dabei wurden alle 75 an Bord befindliche Personen getötet. Durch den Absturz verloren 70 Kinder einen Elternteil, weitere 18 Kinder wurden zu Waisen. Der Bericht des National Transportation Safety Board wurde am 14. April 1972 veröffentlicht. Aus diesem geht als Absturzursache hervor, dass der Sinkflug unter schwierigen Flugbedingungen unter die Mindestsinkflughöhe ohne Sichtkontakt zur Landebahn führte. Als wahrscheinlichste Erklärungen für den Absturz werden eine falsche Einschätzung der durch die Instrumente im Cockpit gelieferten Daten oder aber ein Fehler in der Höhenmessung angenommen.
Dem Flugzeugabsturz des Marshall-Teams folgte im Abstand von sechs Wochen ein ähnlicher Absturz eines von zwei vom Football-Team der Wichita State University gecharterten Flugzeugen. Diese Maschine hatte den Cheftrainer, weitere Team-Mitarbeiter, Angestellte der Universität sowie mehrere Unterstützer an Bord. Das Flugzeug stürzte in die Flanke eines Berges in Colorado auf dem Weg zu einem Spiel in Logan. Bei dem Absturz wurden 31 Menschen getötet, etwa die Hälfte von ihnen waren Spieler. Acht der Passagiere sowie der Copilot überlebten den Absturz. Die überlebenden Team-Mitglieder sowie einige Spieler des ersten Studiensemesters, entschlossen sich für den Rest der Saison weiter zu spielen.
Bei dem Film, der im Kino zur Bekanntgabe der Nachricht über den Flugzeugabsturz des Football-Teams unterbrochen wird, handelt es sich um den Film Stoßtrupp Gold aus dem Jahr 1970.
Während einer Trainingseinheit erklärt Lengyel einem großgewachsenen Spieler, dass er sich gegen einen Angriff eines kleinen Spielers gegen seine Beine oder Knie wehren kann, indem er dem angreifenden Spieler auf den Helm schlägt. Mitte der 1970er Jahre verboten sowohl die NCAA als auch die NFL Schläge auf den Helm, da diese mit einem hohen Gesundheitsrisiko einhergingen.
Der Film enthält mehrere Cameo-Auftritte. Sonny Perdue, der Gouverneur von Georgia, ist als Cheftrainer des Football-Teams der East Carolina University zu sehen. Red Dawson, der Trainer der Marshall University trat in der Rolle des Football-Trainers der Morehead State University vor die Kamera. Dave Walsh, der 1971 Quarterback des Marshall-Football-Teams war, tritt im Film als Assistent der Xaviers auf. Dessen Cheftrainer spielte Dorsey Levens, der früher als Runningback für die Green Bay Packers tätig war. Diese Besetzung stellt allerdings einen Anachronismus dar, denn der erste Afro-Amerikaner wurde 1979 zum Cheftrainer ernannt. Weiterhin ist der Trainer Jack Lengyel zu sehen. Keith Morehouse, der Direktor des WSAZ-TV aus Huntington, trat in die Fußstapfen seines Vaters Gene Morehouse, der als Stadionsprecher tätig war und bei dem Absturz ums Leben kam. Kim Wolfe, der zum Zeitpunkt der Dreharbeiten amtierende Bürgermeister, ist als Polizist in der Szene zu sehen, in der die Absturzstelle nach Überlebenden abgesucht wird.

## Soundtrack
Am 15. Dezember 2006 wurde von Colosseum Music Entertainment ein Soundtrack veröffentlicht, der 20 Musiktitel mit einer Gesamtspieldauer von 54:29 Minuten umfasst.
| Nr. | Titel                        | Dauer |
| --- | ---------------------------- | ----- |
| 1.  | Theme From „We Are Marshall“ | 3:14  |
| 2.  | Marshall vs. East Carolina   | 3:14  |
| 3.  | Winning Is Everything        | 2:03  |
| 4.  | Annie And Chris              | 1:01  |
| 5.  | Breaking News                | 1:54  |
| 6.  | Our Boys’ Plane              | 3:08  |
| 7.  | Aftermath                    | 2:29  |
| 8.  | Nate’s Plea                  | 2:54  |
| 9.  | Dedmon’s List                | 2:11  |
| 10. | Why Jack Called              | 2:30  |
| 11. | Sons Of Marshall             | 1:44  |
| 12. | Rebirth                      | 1:36  |
| 13. | The Young Thundering Herd    | 2:10  |
| 14. | Back On Track                | 2:28  |
| 15. | Remembering #29              | 3:49  |
| 16. | Marshall vs. Xavier          | 3:59  |
| 17. | Game Day                     | 4:29  |
| 18. | Second Half                  | 3:44  |
| 19. | Touchdown                    | 2:18  |
| 20. | From The Ashes We Rose       | 3:34  |

## Synchronisation
| Darsteller                | Deutscher Sprecher       | Rolle             |
| ------------------------- | ------------------------ | ----------------- |
| Matthew McConaughey       | Benjamin Völz            | Jack Lengyel      |
| David Strathairn          | Ernst Meincke            | Präsident Dedmon  |
| Matthew Fox               | Frank Schaff             | Red Dawson        |
| Ian McShane               | Bernd Rumpf              | Paul Griffen      |
| Anthony Mackie            | Jan-David Rönfeldt       | Nate Ruffin       |
| Robert Patrick            | Udo Schenk               | Coach Rick Tolley |
| Kate Mara                 | Maria Koschny            | Annie Cantrell    |
| January Jones             | Julia Ziffer             | Carole Dawson     |
| Mike Pniewski             | Uwe Büschken             | Bobby Bowden      |
| Mark Oliver               | Andreas Hosang           | Ernie Salvatore   |
| David Dwyer               | Friedrich Georg Beckhaus | Hutch Davis       |
| Don Young                 | Hasso Zorn               | Janitor Jimmy     |
| Brett Rice                | Kaspar Eichel            | Lloyd Boone       |
| Nina Jones                | Denise Gorzelanny        | Mrs. Morehouse    |
| Rhoda Griffis             | Constanze Harpen         | Mrs. Shaw         |
| Huntley Ritter            | Tobias Nath              | Randy Linden      |
| Arlen Escarpeta           | Sebastian Schulz         | Reggie Oliver     |
| Kimberly Williams-Paisley | Marina Krogull           | Sandy Lengyel     |
| Elizabeth Omilami         | Katarina Tomaschewsky    | Secretary Luanne  |
| Brian Geraghty            | Karlo Hackenberger       | Tom Bogdan        |

## Kritiken
Kirk Honeycutt schrieb in der Zeitschrift The Hollywood Reporter vom 14. Dezember 2006, der Film hätte eine „inspirierende Geschichte über Standhaftigkeit und Mut im Angesicht einer Tragödie“ sein sollen, doch er sei eine Ansammlung der Sportklischees. Die auf real existierenden Personen beruhenden Charaktere würden „dünn motiviert“ wirken. Der Schwerpunkt sei – Szene für Szene – falsch gesetzt. McConaughey wirke in der unpassenden Bekleidung der 1970er Jahre und mit Koteletten, als ob er in einer Komödie spielen würde. Die Spielszenen würden nicht mit jenen der anderen Filme wie An jedem verdammten Sonntag mithalten.
Brian Lowry schrieb in der Zeitschrift Variety vom 18. Dezember 2006, die erzählte wahre Geschichte wirke „kraftvoller“ und „fesselnder“ als der Film selbst. Matthew McConaughey klinge zu sehr wie ein Gebrauchtwagenhändler. Regisseur McG tendiere in diesem Film immer wieder dazu, Football-Klischees zu nutzen („McG keeps veering toward football cliches“).
Das Lexikon des internationalen Films schrieb: „Der enttäuschende Sportfilm versucht zunächst, die Seelenlage der betroffenen Gemeinde auszuloten, um dann aber alle Klischees des Genres über Soll zu erfüllen.“

## Auszeichnungen
Der Film wurde im Jahr 2007 als Bester Sportfilm für den Excellence in Sports Performance Yearly Award nominiert.